# Robert Pinget
Robert Pinget (Genève, 19 juli 1919 – Tours, 25 augustus 1997) was een Zwitsers schrijver en radicaal vertegenwoordiger van de Nouveau roman in de Franse literatuur. Hij was bevriend met Samuel Beckett. Zij vertaalden elkaars werk.

## Leven
Na een studie rechten trok Pinget naar Engeland, waar hij werkte als leraar Frans en advocaat. In 1946 verhuisde hij naar Parijs om schilderkunst te studeren. Vanaf 1951 was hij actief als schrijver van korte verhalen, romans, theaterstukken en hoorspelen. Net als de overige auteurs van de Nouveau roman publiceerde Pinget zijn werk bij het vermaarde uitgevershuis Éditions de Minuit. Maar anders dan bij die collega's (onder wie Alain Robbe-Grillet, Nathalie Sarraute en Claude Simon) kenmerkt Pingets werk zich door humor, ironie en spreektaligheid.
In het Nederlandse taalgebied raakte Pinget in de jaren 60 bekend via de vertaling van enkele hoorspelen en romans. In de jaren 90 volgde een grote tweede golf vertalingen bij uitgeverij IJzer.
Pinget stierf in 1997 op 78-jarige leeftijd in Tours.

## Werk

### Romans
- 1951: Entre Fantoine et Agapa (verhalen)
- 1952: Mahu ou le matériau (roman)
- 1955: Le Renard et la boussole (roman)
- 1956: Graal filibuste (roman) (Vrijbuitersgraal, vert. Jan Rijnsburger, IJzer, 1997)
- 1958: Baga (roman)
- 1959: Le Fiston (roman) (De zoon, vert. C.P. Heering-Moorman, Polak & Van Gennep, 1968)
- 1961: Clope au dossier (roman)
- 1962: L'Inquisitoire (roman, Prix des Critiques) (Het verhoor, vert. Han Meijer, De tijdstroom, jaartal onbekend; in 1999 bewerkt tot theatermonoloog en gespeeld door Senne Rouffaer)
- 1965: Quelqu'un (roman, Prix Fémina) (Iemand, vert. Willem Desmense & Jan Rijnsburger, IJzer, 1995)
- 1968: Le Libera (roman) (De verlossing, vert. Jan Rijnsburger, IJzer, 1996)
- 1969: Passacaille (roman) (Passacaglia, vert. Roel te Velde, IJzer, 2002)
- 1975: Cette voix
- 1980: L'Apocryphe
- 1982: Monsieur Songe (Meneer Songe, vert. Maaike van den Hoek, IJzer, 2002)
- 1984: Le Harnais
- 1985: Charrue
- 1987: Théo ou le temps neuf (roman) (Theo of de nieuwe tijd, vert. Jan Rijnsburger, IJzer, 1998)
- 1989: L'Ennemi (roman) (De vijand, vert. Jan Rijnsburger, IJzer, 1999)
- 1990: Du Nerf
- 1997: Taches d'encre

### Theater
- 1959: Lettre morte
- 1961: Ici ou ailleurs
- 1961: Architruc (eenakter)
- 1961: L'Hypothèse
- 1965: Autour de Mortin (dialogen)
- 1971: Identité
- 1971: Abel et Bela
- 1973: Paralchimie
- 1973: Nuit
- 1986: Un Testament bizarre

### Hoorspelen
- 1960: La Manivelle / The Old Tune, tweetalige editie (Engelse vertaling door Samuel Beckett) (Het oude deuntje, Nederlandse vertaling door Maaike van den Hoek, Voetnoot, 2008; een eerste vertaling, onder de titel Het oude wijsje, van de hand van Jan Verstappen, verscheen in het avantgarde-tijdschrift Randstad, 1964:7)

### Vertalingen
- 1957: Tous ceux qui tombent, vertaling van All That Fall, hoorspel van Samuel Beckett
- 1960: Cendres, vertaling van Embers (1959), toneelstuk van Samuel Beckett

### Citaten
- Buig je je lang genoeg over je navel zegt meneer Songe dan ontdek je dat het geen litteken is maar een gapende wond. (Le Harnais)
- Zeg dat niet, straks ga je het nog denken. (Le Harnais)